# Plavni
Plavni (ucraniano: Плавніîn; ruso: Плавни, hasta 1946: Barta) es una localidad del Raión de Izmail en el óblast de Odesa del sur de Ucrania.

## Historia
La ciudad de Plavni, desde sus inicios, con el nombre de Barta, formó parte de la región histórica de Budzhak (sur de Besarabia) del Principado de Moldavia. El primer registro de la villa data de 1752, consistente en la población moldava.
El Tratado de Paz de Bucarest, firmado en mayo de 1812, entre el Imperio Ruso y el Imperio Otomano al final de la Guerra Ruso-Turca (1806-1812) mencionaba que Rusia ocuparía el territorio al este de Moldavia entre el Dniéster y el Prut, más conocido como Besarabia y lo transformaría en una provincia dividida en diez distritos (Hotin, Soroca, Balti, Orhei, Lapusna, Bender, Cahul, Bolgrad, Chilia y Bélgorod).
El pueblo fue refundado en 1814 en relación con la colonización del sur de Besarabia. En 1811 vivían en este pueblo tan sólo 24 familias, pero en 1846, el número de familias de la aldea se ha incrementado a 106. Ese mismo año, se construyó una iglesia de madera.
En el siglo XIX, según el censo realizado por las autoridades zaristas en 1817, Plavni (Barta) era parte del condado de Cahul, Ismail.
A raíz del Tratado de París en 1856, que concluye la Guerra de Crimea (1853-1856), Rusia devuelve a Moldavia una franja de tierra en el sudoeste de Besarabia (conocida como la Cahul, Bolgrad e Ismail). Después de las pérdidas territoriales, Rusia no tuvo acceso a la desembocadura del Danubio. En 1858, las autoridades moldavas autorizaron la apertura de una escuela de enseñanza primaria en el pueblo búlgaro.
Después de la Unión de Besarabia con Rumanía el 27 de marzo de 1918, el pueblo formó parte de Rumania, en el condado de Ismail. Para entonces, la mayoría de la población consistía en rumanos. El censo de 1930 mostró que de los 2437 habitantes, 2409 eran rumanos (98,85 %), 18 eran búlgaros (0,74 %), 7 eran rusos (0,29 %), 2 eran gagauzenos y 1 era turco.
Como resultado del Pacto Ribbentrop-Mólotov (1939), Besarabia, el norte de Bucovina y el Condado de Herta fueron anexados a la Unión Soviética el 28 de junio de 1940. Después de que Besarabia fuera ocupada por los soviéticos, Stalin la dividió en tres partes. Así, el 2 de agosto de 1940, se fundó la República Socialista Soviética de Moldavia y el sur (condados de Cetatea Alba e Ismail) y el norte (Condado de Hotin) de Besarabia y el norte de Bucovina y Herta fueron reasignados a la RSS de Ucrania. El 7 de agosto de 1940, se creó el óblast de Izmail, integrado por los territorios en el sur de Besarabia y fueron reasignados a la República Socialista Soviética de Ucrania.
De 1941 a 1944, todos los territorios anexionados anteriormente por la Unión Soviética estaban de vuelta en poder de Rumanía. Luego, los tres territorios se han vuelto a ocupar por la Unión Soviética en el año 1944 e integrados en la estructura de la RSS de Ucrania, según la organización territorial presentada después de la anexión por Stalin en 1940, cuando Besarabia se divide en tres partes.
En 1947, las autoridades soviéticas cambiaron el nombre oficial del pueblo a Plavni. En 1954, fue cerrado el óblast de Izmail, y las localidades se han incluido en el óblast de Odesa.
Desde 1991, Plavni forma parte del Raión de Reni del Óblast de Odessa en la Ucrania independiente. En la actualidad, el pueblo tiene 2643 habitantes, principalmente moldavos.